# Министерство транспорта ЮАР
Министерство транспорта ЮАР занимается вопросами транспорта. Глава ведомства - министр транспорта, в настоящее время это Сьбу Ндебеле, а его заместителем является Джереми Кронин.
Ответственность за транспорт конституционно лежит на Национальном транспортным департаменте и девяти Областных департаментах транспорта. Национальный департамент несет исключительную ответственность за национальные и международные аэропорты, национальные дороги, железные дороги и морской транспорт; национальные Областные департаменты несут ответственность за другие аэропорты, общественный транспорт, дороги, правила дорожного движения и средства транспортного лицензирования, а областные департаменты несут исключительную ответственность за областные и местных дороги, дорожное движение и стоянки.
Из госбюджета 2011 года министерство получило 35, 084 млн рандов. По состоянию на 30 сентября 2010 года в нем работало 529 человек.

## Отделы
- Транспортной логистики
- Общественного транспорта
- по комплексному планированию и координации
- Правил транспорта и несчастных случаев и инцидентов
- Транспортной политики и экономического регулирования

### Агентства
- Пассажирское железнодорожное агентства Южной Африки
- Южно-Африканское национальное дорожное агентство
- Южноафриканский морской орган по безопасности
- Южноафриканская гражданская авиация
- Трансграничное автомобильное транспортное агентство
- Фонд ДТП
- Компания воздушного движения и аэронавигационного обслуживания
- Аэропорты Южной Африки